# 金陵饭店
32°02′39″N 118°46′37″E / 32.04417°N 118.77694°E
金陵饭店，位于中国江苏省南京新街口，距离南京禄口机场35公里，南京火车站5公里，是江苏省第一家豪华五星级饭店，名列“中国旅游业标志性饭店”。曾是中国第一高楼，中国第一家由中国人自己管理的大型现代化酒店，国际媒体视之为“中国改革开放的窗口”、“中国四个现代化在旅游业的试金石”。有中国第一个高层旋转餐厅，中国第一部高速电梯，中国第一个高楼直升机停机坪。
全部建筑都由巴马丹拿设计，其中一期是巴马丹拿自抗日戰爭爆發、撤到香港後返回大陆市場，掀開其發展新一頁所设计的第一个建筑。

## 历史
1978年，新加坡华商陶欣伯表达了想在家乡南京建造一家涉外旅游饭店的愿望。
1979年3月，经国务院批准，金陵饭店破土动工，是全国首批六家大型旅游涉外饭店之一。
1983年3月试营业，10月4日建成开业。建成于1976年的广州的白云宾馆楼体93.4米，加上天线117米。如果不算天线的话，金陵饭店主楼110米曾经是中国第一高楼。曾经有南京唯一的超级市场，专卖高档外国食品。当时，普通百姓不可以随便进入该饭店，市民唯一了解金陵饭店的途径就是买票参观璇宫。璇宫位于饭店36层，是国内第一个高层旋转餐厅，配备国内第一部高速电梯，从底部直达36层只需29秒。整个璇宫以1小时转一圈的速度缓慢旋转，坐在餐厅里可以俯瞰南京城全貌。饭店为此推出了开放政策——每天上下午各开放两场，售票3元，后来涨到5元，门票含橘子汁或咖啡一杯。
1997年5月，金陵饭店二期工程世界贸易中心建成启用，共17层。
2013年5月，金陵饭店三期工程亚太商务楼建成投入使用，共53层，高242米，
如今，金陵饭店已衍生出南京金陵饭店集团有限公司。金陵饭店本身为集团下属的沪市上市公司——金陵饭店股份有限公司（股票代码：601007）管理。公司拥有连锁饭店达95家，遍及八省一市，现任董事长及总经理李建伟。